# Eviota raja
Eviota raja és una espècie de peix de la família dels gòbids i de l'ordre dels perciformes.

## Morfologia
Els mascles poden assolir els 2,4 cm de longitud total.

## Distribució geogràfica
Es troba al Pacífic occidental central: Illes Raja Ampat.